# Pensellav
Pensellav (Jamesiella anastomosans) är en lavart som först beskrevs av P. James & Vezda, och fick sitt nu gällande namn av Lücking, Sérus. & Vezda. Pensellav ingår i släktet Jamesiella och familjen Gomphillaceae.  Arten är reproducerande i Sverige. Inga underarter finns listade i Catalogue of Life.